# Big Love (film)
Big Love – polski film fabularny z 2012 roku, w reżyserii Barbary Białowąs. W rolach głównych wystąpili Aleksandra Hamkało oraz Antoni Pawlicki. Zdjęcia do filmu zostały zrealizowane pomiędzy czerwcem a lipcem 2011 roku. Film otrzymał dofinansowanie od Polskiego Instytutu Sztuki Filmowej.

## Fabuła
Treścią filmu jest romans Emilii (córki znanej aktorki) ze starszym od niej Maćkiem (pracownikiem Instytutu Biochemii). Po kilku latach Maciek morduje Emilię i sam składa przeciw sobie zeznanie przed policją. Narracja odbywa się w retrospekcji.

## Obsada
- Aleksandra Hamkało jako Emilia
- Antoni Pawlicki jako Maciek
- Robert Gonera jako Adam
- Dobromir Dymecki jako „Kudłacz”
- Łukasz Bugowski jako Andrzej
- Magdalena Pociecha jako Magda
- Małgorzata Pieczyńska jako matka Emilii
- Adam Ferency jako prokurator
- Magdalena Wójcik jako Bożena
- Magdalena Lamparska jako koleżanka z klasy Emilii
- Borys Szyc jako współwięzień
- Candy Girl jako sekretarka sądowa
- Piotr Grabowski jako policjant
- Mateusz Banasiuk jako członek zespołu The Ptack

## Ścieżka dźwiękowa
Muzykę na potrzeby filmu skomponował Mariusz Szypura, lider zespołu Silver Rocket. Ponadto w obrazie zostały wykorzystane nagrania takich zespołów jak: Acid Drinkers, Gra Pozorów i Asgaard. Piosenkę tytułową zaśpiewała Ada Szulc – zdobywczyni trzeciego miejsca polskiej edycji talent show – X Factor. Premiera płyty ze ścieżką dźwiękową odbyła się 31 stycznia 2012 roku.